# Portrait de Madeleine Bernard
Le Portrait de Madeleine Bernard est un tableau réalisé en 1888 par Paul Gauguin (1848-1903) et conservé en France au musée de Grenoble. Il représente Madeleine Bernard, sœur du peintre français Émile Bernard (1868-1941).

## Histoire
La toile de ce tableau rassemble recto-verso deux œuvres de Paul Gauguin, l'une étant le Portrait de Madeleine Bernard au recto et l'autre, au verso, La Rivière blanche, une vue sur l'Aven de Pont-Aven. Le peintre a vraisemblablement utilisé les deux faces d'une même toile pour des raisons pratiques ou économiques, soit parce qu'il manquait d'argent, soit parce qu'il n'avait pas trouvé de toile à Pont-Aven à cette époque. La Rivière Blanche aurait été réalisée en juin 1888, tandis que le portrait de Madeleine Bernard daterait du mois d'août 1888, car Émile Bernard et Madeleine ne sont venus rendre visite à Gauguin qu'autour de la mi-août.

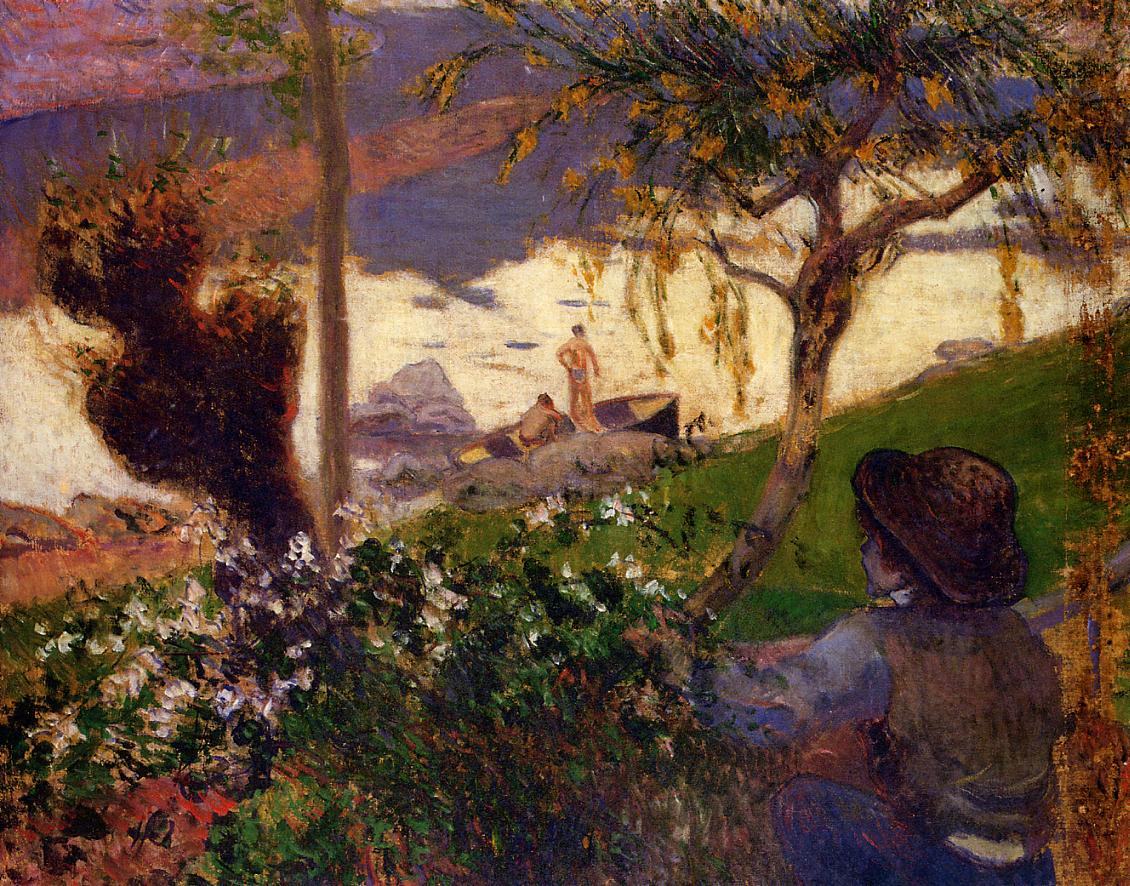
La Rivière blanche, ou Paysage de Bretagne (ancien titre), au verso de Portrait de Madeleine Bernard.

Le tableau fut tout d'abord acquis par un collectionneur de Montpellier, Maurice Fabre, qui ensuite le revendit à Druet. Passé enfin chez Alexandre Bernheim, il fut acheté par le musée de Grenoble en 1923 pour un total de 20 000 francs, soit « Dix mille francs le Gauguin ! »,  selon la propre exclamation de son conservateur, Andry-Farcy. Volée en juin 1978 lors d’un transport, au retour d’une exposition à Marseille, la double toile est retrouvée en mauvais état l’année suivante. Elle a dû être restaurée et réencadrée. Cet incident est à l’origine de deux lois régissant encore le transport d’œuvres d’art[réf. nécessaire].

## Description
Ce tableau est une huile sur toile de Paul Gauguin. Il mesure 72 × 58 cm et représente Madeleine Bernard, âgée de 17 ans et sœur du peintre Émile Bernard, qui à cette époque était l'ami de Paul Gauguin.
La jeune femme est montrée à mi-corps au sein d’un décor très sobre. On peut noter la présence de deux sabots, ornés de motifs bretons. Le modèle est mis en valeur par les larges plages de couleur où domine le bleu, brossées à l’aide d’une touche visible dans des tons nuancés, et par le dessin sinueux du visage et du bras, parfois souligné d’un cerne, contrastant avec les surfaces rectilignes du fond.